# HAL Tejas
HAL Tejas (तेजस) je lahko enomotorno večnamensko lovsko letalo indijskega proizvajalca Hindustan Aeronautics Limited (HAL). Letalo ima delta krilo in nima konvencionalnega horizontalnega repnega dela. Uporablja tudi tehnologijo fly-by-wire. Tejas je eno izmed najlažjih in najmanjših letal svojega razreda.
Projekt Light Combat Aircraft (LCA) se je začel v 1980ih. LCA naj bi nasledil MiG-21. Kasneje so spremenili ime LCA v "Tejas" ("žarenje").Tejas je za HAL Marut drugo nadzvočno letalo podjetja HAL. 
Indijske letalske sile naj bi naročile 200 enosedežnih in 20 dvosedežnih lovcev. Indijska mornarica pa okrog 40 enosedežnikov, ki bi nasledili Sea Harrier FRS.51 in Harrier T.60

## Tehnične specifikacije (HAL Tejas Mk.1)
Podatki iz tejas.gov.in DRDO Techfocus, Aero India 2011,
Splošne karakteristike
- Posadka: 1
- Dolžina: 13,20 m (43 ft 4 in)
- Razpon kril: 8,20 m (26 ft 11 in)
- Višina: 4,40 m (14 ft 9 in)
- Površina kril: 38,4 m² (413 ft²)
- Teža praznega letala: 6500 kg (14300 lb)
- Naložena teža: 9500 kg (20944 lb)
- Maks. vzletna teža: 13,200 kg (29100 lb)
- Pogon letala: 1 × F404-GE-IN20 turbofan
  - Potisk motorjev (suh): 53,9 kN (12100 lbf)
  - Potisk motorjev z dodatnim zgorevanjem: 89,8 kN (20200 lbf[12])
- Internal fuel capacity: 2458 kg
- Zunanji rezervoarji za gorivo: 2 x 1200-litski in 1 x 725-litrski

 Zmogljivost 
- Maks. hitrost: Mach 1,6 (1350 km/h)
- Doseg: 850 km[13] (459 nmi, 528 mi)
- Bojni radij: 1300 km[13] (162 nmi, 186 mi)
- Največji doseg: 3000 km, teoretično do 3500 km[14] (1840 mi)
- Višina leta: 15000 m (49200 ft, možnost do 60,000 ft)
- Obremenitev kril: 247 kg/m² (50,7 lb/ft²)
- Razmerje potisk/teža: 1,07
- g-limit: +8/−3.5 g

Oborožitev

- Strelno orožje: 1×  23 mm dvocevni GSh-23 z 220 naboji
- Nosilci za orožje: Skupaj 8:6× pod krili, 1× pod trupom, 1× pod levo stranjo s kapaciteto 4200 kg bomb ali tovora
- Izstrelki:
- Rakete zrak-zrak:
  - Python 5
  - Derby[15]
  - Astra
  - Vympel R-77
  - Vympel R-73
- Rakete zrak-površje:
  - Kh-59ME (TV vodena)
  - Kh-59MK (Lasersko vodena)
- Protiladijske rakete
  - Kh-35
  - Kh-31
- Bombe: 
Source:[16]
  - KAB-1500L lasersko vodena bomba
  - GBU-16 Paveway II
  - FAB-250
  - ODAB-500PM
  - ZAB-250/350 zažigalne bombe
  - BetAB-500Shp penetratorske bombe
  - FAB-500T prostopadajoče bombe
  - OFAB-250-270 prostopadajoče bombe
  - OFAB-100-120 prostopadajoče bombe
  - RBK-500 kasetne bombe
- Drugo:
  - S-8 rakete
  - Bofors 135 mm rakete
  - Odvrgljivi rezervorarji
  - LITENING targeting pod[17][18]